# چوی سو جونگ
این یک نام کره‌ای است؛ نام خانوادگی چوی است.
چوی سوجونگ (کره‌ای: 최수종؛ زادهٔ ۱۸ دسامبر ۱۹۶۲) بازیگر اهل کره جنوبی است. چوی حرفهٔ بازیگری خود را در سال ۱۹۸۷ و به عنوان بازیگر جوان در مجموعه تلویزیونی درخت عشق آغاز کرد. او در سینما، تلویزیون و به عنوان مجری در برنامه‌های مختلف مراسم اهدای جوایز حضور پیدا کرده‌است. او در سراسر جهان به خاطر ایفای نقش اصلی در آثار بسیار موفق به شهرت رسیده‌است. او برای بازی در درام‌های تاریخی ته جو وانگ گون (۲۰۰۰) در نقش پادشاه ته جو و امپراتور دریا (۲۰۰۴) در نقش جانگ بوگو و فرمانروا ته‌جویونگ (۲۰۰۶) در نقش ته‌جویونگ و رؤیای فرمانروای بزرگ (۲۰۱۲) در نقش پادشاه مویول مورد تحسین قرار گرفت.

## حرفه
چوی سو جونگ هنگامی که بیش از بیست سال بازیگریش می‌گذشت گفت: «برای یک بازیگر، شهرت کوتاه است، اما بازیگری طولانی است.»
چوی سوجونگ به عنوان یک چهره سرشناس و فعال اجتماعی، به دنبال ارائه تصویری از صداقت و سلامت بوده‌است. وفاداری او به همسرش و تعهد به نقش پدر و همسرش به‌طور گسترده در رسانه‌ها مورد بحث قرار می‌گیرد، اگرچه او تلاش می‌کند تا حریم خصوصی خانواده‌اش را حفظ کند. چوی همچنین آشکارا از تعهد خود به زندگی پاک از طریق ورزش منظم و تغذیه سالم صحبت می‌کند. با وجود سن بالا، چوی همچنان نقش‌های چالش‌برانگیز فیزیکی را می‌پذیرد که نیاز به اسب سواری، مبارزه و شمشیرزنی و قرار گرفتن در معرض دمای شدید دارد. ظاهر جوان و آمادگی جسمانی او به چوی اجازه می‌دهد تا در نقش شخصیت‌های بسیار جوان‌تر از سن واقعی خود بازی کند.
علیرغم تصویری که چوی از صداقت و سلامت داشت، در سال ۲۰۰۷ حرفه او برای مدت کوتاهی تحت الشعاع رسوایی قرار گرفت. در یک سری اخبار مشخص شد که چندین بازیگر سرشناس کره‌ای مدارک تحصیلی خود را جعل کرده‌اند و چوی سو جونگ از جمله کسانی بود که سابقه تحصیلی او در رزومه‌اش مبالغه آمیز و حاوی اطلاعات نادرست بود. چوی با گریه به خاطر گمراه کردن مردم عذرخواهی کرد.
در سال ۲۰۱۰، چوی برای نقش اصلی در افسانه میهن‌پرستان که بازسازی از مجموعه تلویزیونی سال ۱۹۷۵ بود، انتخاب شد. طبق یک بیانیه مطبوعاتی از کی‌بی‌اس، چوی بازی در یک درام جنگی را حتی از درام‌های تاریخی چالش‌برانگیزتر می‌داند. وقتی از چوی پرسیده شد که چرا ژانر چالش‌برانگیز درام جنگی را انتخاب کرد، گفت: «مشکلی وجود دارد که هرچه بیشتر بازی می‌کنم، حرصم برای بازیگری بیشتر می‌شود. از این به بعد چه کاری باید انجام دهم؟ به هر حال من می‌خواهم به عنوان یک بازیگر خوب باقی بمانم زیرا تلاش بیشتری برای مدیریت خودم می‌کنم.»
در ۳ ژانویه ۲۰۲۲، چوی به عنوان رئیس جدید انجمن بازیگران رادیو و تلویزیون کره منصوب شد.

## زندگی شخصی
چو سوجونگ با بازیگر ها هیرا اهل هواگیو ازدواج کرده‌است. آنها دو فرزند دارند: پسر با نام مینسو (۱۹۹۹) و دختر با نام یونسو (۲۰۰۰). ازدواج شاد چوی سوجونگ و ها هیرا در کره بسیار معروف است. زمانی که ها هیرا باردار بود، چوی کارهای خانه را انجام می‌داد، آشپزی می‌کرد و به او اجازهٔ استراحت می‌داد، واقعیتی که باعث شده چوی در بین زنان کره‌ای بسیار محبوب شود و مورد تمسخر و تحقیر مردان قرار بگیرد. در یک مصاحبه تلویزیونی در اوایل سال ۲۰۱۰، ها هی را اظهار داشت که خانه‌داری شوهرش از او بهتر است. چوی در حین فیلم‌برداری اغلب در حال پیامک و تماس تلفنی با همسرش ها هیرا دیده می‌شود و حتی در ویژه برنامهٔ تلویزیونی امپراتور دریا مستند شده بود.
چوی در بین بازیگران همبازی‌اش به عنوان بامزه و باهوش شهرت دارد و شوخ‌ترین فرد در محل فیلم‌برداری شناخته می‌شود، به همین خاطر لقب «ان‌جی ماوانگ» (استاد ان‌جی) را برای او به ارمغان آورده‌است.
چوی در اوقات فراغت خود از بازی فوتبال در صبح‌های یکشنبه لذت می‌برد. در سال ۲۰۰۸ چوی اعلام کرد که در اوقات فراغت خود نیز شروع به مطالعه زبان انگلیسی خواهد کرد.

## مجموعه تلویزیونی
| سال  | نام مجموعه                                                                                  | کارگردان                               | نقش                              | توضیحات                  |
| ---- | ------------------------------------------------------------------------------------------- | -------------------------------------- | -------------------------------- | ------------------------ |
| ۱۹۸۷ | درخت عشق (Love Tree)                                                                        |                                        | کیم هیون وو                      | دو فصل ۱۴۴ قسمتشبکه KBS2 |
| ۱۹۸۸ | ملکه اینهیون                                                                                | لی بیونگ هون                           |                                  | ۷۱ قسمتشبکه MBC          |
| ۱۹۸۹ | خاطرات بانو هه‌گیونگ                                                                         | لی بیونگ هون                           | شاهزاده سادو                     | ۶۲ قسمتشبکه MBC          |
| ۱۹۹۰ | دوونگون                                                                                     | لی بیونگ هون                           | پادشاه چول جونگ                  | ۳۲ قسمتشبکه MBC          |
| ۱۹۹۱ | خانواده (The Family)                                                                        |                                        |                                  |                          |
| ۱۹۹۲ | مردم شهر (City People)                                                                      |                                        |                                  |                          |
| ۱۹۹۲ | پسران و دختران (Sons and Daughters)                                                         | چوی جونگ سو                            | لی کی نام                        | ۶۴ قسمتشبکه MBC          |
| ۱۹۹۲ | احساس مالکیت                                                                                | لی سونگ ریول                           | لی یونگ هو                       | ۱۶ قسمتشبکه MBC          |
| ۱۹۹۳ | ایلجیما                                                                                     | جو جونگ هیون                           |                                  | ۸ قسمتشبکه MBC           |
| ۱۹۹۳ | بازی درام (Drama Game)                                                                      |                                        |                                  |                          |
| ۱۹۹۳ | رودخانه داغ (Hot River)                                                                     |                                        |                                  |                          |
| ۱۹۹۳ | خلبان (Pilot)                                                                               | کیم کی هو                              | کانگ مین کی                      | ۱۶ قسمتشبکه MBC          |
| ۱۹۹۴ | جاه طلبی (Ambition)                                                                         |                                        | لی این سو                        | ۸۰ قسمتشبکه MBC          |
| ۱۹۹۴ | رقابت تاریخ (Rival of History)                                                              |                                        |                                  |                          |
| ۱۹۹۴ | آخرین دلدادگان (Last Lovers)                                                                | چوی جونگ سو                            | چوی یانگ گیو                     | ۱۰ قسمتشبکه MBC          |
| ۱۹۹۵ | وزش باد (Blowing of the Wind)                                                               | هوانگ سان هه                           |                                  | ۲۴۵ قسمتشبکه KBS2        |
| ۱۹۹۶ | پروژه (Project)                                                                             | پارک هیون وو                           |                                  | ۱۶ قسمت{{}-}شبکه KBS2    |
| ۱۹۹۶ | عشق اول                                                                                     | لی اونگ جین                            | سونگ چان هیوک                    | ۶۶ قسمتشبکه KBS2         |
| ۱۹۹۷ | آتش بازی (Fireworks)                                                                        | سونگ ته/مین هو                         |                                  | ۶ قسمتشبکه MBC           |
| ۱۹۹۸ | افسانه جاه طلبی (Legend of Ambition)                                                        | چوی وان کیو                            | لی جانگ ته                       | ۶۰ قسمتشبکه KBS2         |
| ۱۹۹۹ | راز زیبا (Beautiful Secret)                                                                 |                                        |                                  |                          |
| ۱۹۹۹ | خانه مردم (People's House)                                                                  | ریو شی هیونگ                           | سو وون تاک                       | ۱۴۵ قسمتشبکه KBS1        |
| ۱۹۹۹ | ما واقعاً عاشق بودیم؟                                                                        | پارک جونگ                              | پارک سانگ هیون                   | ۳۶ قسمتشبکه KBS2         |
| ۲۰۰۰ | ته‌جو وانگ گون                                                                               | کیم جونگ سونگ                          | امپراتور ته‌جو (وانگ گون)         | ۲۰۰ قسمتشبکه KBS1        |
| ۲۰۰۲ | طلوع امپراتوری                                                                              | جان سونگ هونگ کیم هیونگ ایل لی وون ایک | وانگ گون (جوانی امپراتور ته‌جو)   | ۹۴ قسمتشبکه KBS1         |
| ۲۰۰۲ | مرد خورشید، لی جی ما (Man of the Sun, Lee Je-ma )                                           | گو یانگ تک                             | لی جی ما                         | ۳۰ قسمتشبکه KBS2         |
| ۲۰۰۳ | در زمین های سبز (On The Green Fields)                                                       | پارک چان هونگ                          | چا ته وونگ                       | ۵۲ قسمتشبکه KBS2         |
| ۲۰۰۴ | جنگ رزها (War of the Roses)                                                                 | لی چانگ سون                            | پارک سو چول                      | ۲۳ قسمتشبکه MBC          |
| ۲۰۰۴ | امپراتور دریا                                                                               | کانگ ایل سوکانگ بیونگ تک               | ژنرال جانگ بوگو (گونگ بوک)       | ۵۱ قسمتشبکه KBS2         |
| ۲۰۰۶ | ته جویونگ                                                                                   | کیم جونگ سانیون سان سیک                | امپراتور ته‌ جویونگ               | ۱۳۴ قسمتشبکه KBS1        |
| ۲۰۰۸ | داستان های کره ای ارواح: نفرین شمشیر ساجین (Korean Ghost Stories: Curse of the Sajin Sword) | گروه کارگردانی                         | یون این                          | ۸ قسمتشبکه KBS2          |
| ۲۰۱۰ | افسانه میهن‌پرستان                                                                           | سونگ هیون ووککیم سانگ هی               | لی هیونگ جونگ                    | ۲۰ قسمتشبکه KBS1         |
| ۲۰۱۰ | رئیس جمهور (The President)                                                                  | کیم هیونگ ایل                          | جانگ ایل جون                     | ۲۰ قسمتشبکه KBS2         |
| ۲۰۱۱ | رؤیای فرمانروای بزرگ                                                                        | شین چان سوککیم سانگ هوا                | پادشاه ته‌جونگ مویول (کیم چون چو) | ۷۵ قسمتشبکه KBS1         |
| ۲۰۱۴ | در شعله های آتش (Into the Flames)                                                           | کیم سانگ ره                            | پارک ته هیونگ                    | ۲۰ قسمتتی وی چوسان       |
| ۲۰۱۸ | تنها عشق من                                                                                 | هونگ سوک کو                            | کانگ سو ایل                      | ۱۰۶ قسمتشبکه KBS2        |
| ۲۰۲۳ | جنگ گوریو–خیتان                                                                             | جون وو سونگکیم هان سول                 | فرمانده گانگ گام چان             | ۳۲ قسمتشبکه KBS2         |